# دهستان تهریمشینگ
دهستان تهریمشینگ (به لاتین: Thrimshing Gewog) یک دهستان در کشور بوتان است که در ناحیهٔ تراشیگانگ واقع شده‌است.